# Championnat du Panama de football 2005
Navigation
Saison précédente Saison suivante
Le Championnat ANAPROF 2005 est la dix-huitième édition de la première division panaméenne.
Lors de ce tournoi, le Deportivo Árabe Unido a tenté de conserver son titre de champion du Panama face aux neuf meilleurs clubs panaméens.
La saison était divisée en deux tournois, l'Apertura et le Clausura, les deux vainqueurs se sont disputé le titre de champion à la fin de la saison.
Lors de chaque tournoi, chacun des dix clubs participant était confronté deux fois aux neuf autres équipes. Puis les quatre meilleurs s'affrontaient lors d'une phase finale à la fin du tournoi.
Seulement deux places étaient qualificatives pour la Copa Interclubes UNCAF.

## Les 10 clubs participants
| \| Panama City : Alianza FC Chorrillo FC CD Plaza Amador Tauro FC Panama City Deportivo Árabe Unido Colón River FC Atlético Chiriquí Panama City Deportivo Árabe Unido Colón River FC Panama City San Francisco FC Sporting San Miguelito Panama City Atlético Veragüense \| Localisation des clubs engagés dans le championnat. |
| Panama City : Alianza FC Chorrillo FC CD Plaza Amador Tauro FC Panama City Deportivo Árabe Unido Colón River FC Atlético Chiriquí Panama City Deportivo Árabe Unido Colón River FC Panama City San Francisco FC Sporting San Miguelito Panama City Atlético Veragüense                                                           |

| Club                     | Stade                     | Capacité          | Ville                |
| Alianza FC               | Stade Camping Resort      | 1 500             | Panama City          |
| Deportivo Árabe Unido    | Stade Armando Dely Valdes | 4 000             | Colón                |
| Atlético Chiriquí        | Stade San Cristóbal       | 2 500             | David                |
| Chorrillo FC             | Stade Municipal de Balboa | 2 000             | Panama City          |
| Colón River FC (en)      | Stade Armando Dely Valdes | 4 000             | Colón                |
| CD Plaza Amador          | Stade Rommel Fernández    | 32 000            | Panama City          |
| San Francisco FC         | Stade Agustín Sánchez     | 3 040             | La Chorrera          |
| Sporting San Miguelito   | Camp Giancarlo Gronchi    | Capacité inconnue | San Miguelito        |
| Tauro FC                 | Camp Giancarlo Gronchi    | Capacité inconnue | Panama City          |
| Atlético Veragüense (en) | Stade Áristocles Castillo | 700               | Santiago de Veraguas |

## Tournoi Apertura
Le tournoi Apertura  se déroule de la même façon que les tournois saisonniers précédents, en deux phases :
- La phase de qualification : les dix-huit journées de championnat.
- La phase finale : les matchs aller-retour allant des demi-finales à la finale.

### Phase de qualification
Lors de la phase de qualification les dix équipes affrontent à deux reprises les neuf autres équipes selon un calendrier tiré aléatoirement.
Les quatre meilleures équipes sont qualifiées pour les demi-finales.
Le classement est établi sur le barème de points classique (victoire à 3 points, match nul à 1, défaite à 0).
Le départage final se fait selon les critères suivants :
- Le nombre de points.
- Le nombre de points particulier.
- La différence de buts particulière.
- La différence de buts générale.
- Le nombre de buts marqué.

#### Classement
| Rang | Équipe                    | Pts | J  | G  | N | P  | Bp | Bc | Diff |
| ---- | ------------------------- | --- | -- | -- | - | -- | -- | -- | ---- |
| 1    | Tauro FC                  | 38  | 18 | 11 | 5 | 2  | 22 | 7  | +15  |
| 2    | San Francisco FC          | 37  | 18 | 11 | 4 | 3  | 38 | 15 | +23  |
| 3    | Deportivo Árabe Unido (T) | 37  | 18 | 11 | 4 | 3  | 31 | 11 | +20  |
| 4    | CD Plaza Amador           | 30  | 18 | 8  | 6 | 4  | 28 | 19 | +9   |
| 5    | Chorrillo FC              | 27  | 18 | 7  | 6 | 5  | 26 | 18 | +8   |
| 6    | Alianza FC                | 21  | 18 | 5  | 6 | 7  | 16 | 20 | -4   |
| 7    | Atlético Chiriquí (P)     | 21  | 18 | 5  | 6 | 7  | 15 | 24 | -9   |
| 8    | Sporting San Miguelito    | 17  | 18 | 4  | 5 | 9  | 13 | 21 | -8   |
| 9    | Atlético Veragüense (en)  | 13  | 18 | 3  | 4 | 11 | 9  | 30 | -21  |
| 10   | Colón River FC (en)       | 5   | 18 | 1  | 2 | 15 | 14 | 47 | -33  |

| Légende : Qualifications et relégations | Légende : Qualifications et relégations             |
| --------------------------------------- | --------------------------------------------------- |
|                                         | Qualifié pour les demi-finales                      |
|                                         | (T) : Tenant du titre (P) : Promu de la saison 2004 |

#### Matchs
| Résultats (▼dom., ►ext.)                                   | Ali | Ára | Chi | Ver | Col | Cho | Pla | San | Spo | Tau |
| Alianza FC                                                 |     | 1-0 | 0-1 | 3-0 | 2-1 | 1-1 | 2-2 | 2-3 | 1-1 | 0-2 |
| Deportivo Árabe Unido                                      | 0-0 |     | 1-1 | 3-0 | 3-0 | 1-0 | 4-0 | 0-2 | 5-1 | 1-1 |
| Atlético Chiriquí                                          | 1-1 | 1-3 |     | 1-1 | 2-1 | 0-3 | 1-0 | 0-0 | 0-0 | 0-1 |
| Atlético Veragüense (en)                                   | 0-1 | 0-1 | 1-0 |     | 1-2 | 0-2 | 1-1 | 1-0 | 0-2 | 0-2 |
| Colón River FC (en)                                        | 0-0 | 0-2 | 1-3 | 1-2 |     | 1-4 | 2-4 | 2-4 | 1-1 | 0-1 |
| Chorrillo FC                                               | 0-1 | 0-2 | 2-1 | 2-1 | 6-0 |     | 1-3 | 0-0 | 2-0 | 1-1 |
| CD Plaza Amador                                            | 3-1 | 1-1 | 5-1 | 2-0 | 2-1 | 0-0 |     | 1-1 | 2-1 | 0-1 |
| San Francisco FC                                           | 2-0 | 0-2 | 1-1 | 7-1 | 5-1 | 5-1 | 1-0 |     | 3-1 | 0-1 |
| Sporting San Miguelito                                     | 2-0 | 0-1 | 0-1 | 0-0 | 2-0 | 1-1 | 0-2 | 0-1 |     | 0-1 |
| Tauro FC                                                   | 1-0 | 3-1 | 3-0 | 0-0 | 3-0 | 0-0 | 0-0 | 1-3 | 0-1 |     |
| - Victoire à domicile - Match nul - Victoire à l'extérieur |     |     |     |     |     |     |     |     |     |     |

#### La phase finale
Les quatre équipes qualifiées sont réparties dans le tableau final d'après leur classement général.
En cas d'égalité sur la somme des deux matchs, c'est l'équipe ayant marqué le plus de buts à extérieur qui l'emporte puis une prolongation et une séance de tirs au but ont éventuellement lieu.

##### Tableau
|  | 1/2 finale            | 1/2 finale            | 1/2 finale            | 1/2 finale | 1/2 finale | 1/2 finale      |                 |     | Finale | Finale | Finale | Finale | Finale |  |
|  |                       |                       |                       |            |            |                 |                 |     |        |        |        |        |        |  |
|  |                       |                       |                       |            |            |                 |                 |     |        |        |        |        |        |  |
|  |                       |                       |                       |            |            |                 |                 |     |        |        |        |        |        |  |
|  | Tauro FC              | Tauro FC              | (1)                   | 0          | 0          |                 |                 |     |        |        |        |        |        |  |
|  | Tauro FC              | Tauro FC              | (1)                   | 0          | 0          |                 |                 |     |        |        |        |        |        |  |
|  | CD Plaza Amador       | CD Plaza Amador       | (4)                   | 1          | 0          |                 |                 |     |        |        |        |        |        |  |
|  | CD Plaza Amador       | CD Plaza Amador       | (4)                   | 1          | 0          | CD Plaza Amador | CD Plaza Amador | (4) | 3      |        |        |        |        |  |
|  |                       |                       |                       |            |            |                 | CD Plaza Amador | (4) | 3      |        |        |        |        |  |
|  |                       | Deportivo Árabe Unido | Deportivo Árabe Unido | (3)        | 1          |                 |                 |     |        |        |        |        |        |  |
|  | San Francisco FC      | San Francisco FC      | Deportivo Árabe Unido | (3)        | 1          | (2)             | 1               | 1   |        |        |        |        |        |  |
|  | San Francisco FC      | San Francisco FC      |                       |            |            | (2)             | 1               | 1   |        |        |        |        |        |  |
|  | Deportivo Árabe Unido | Deportivo Árabe Unido | (3)                   | 2          | 2          |                 |                 |     |        |        |        |        |        |  |
|  | Deportivo Árabe Unido | Deportivo Árabe Unido | (3)                   | 2          | 2          |                 |                 |     |        |        |        |        |        |  |

##### Demi-finales
| Club             | Aller | Retour | Club                  | Commentaire |
| Tauro FC         | 0-1   | 0-0    | CD Plaza Amador       |             |
| San Francisco FC | 1-2   | 1-2    | Deportivo Árabe Unido |             |

##### Finale
| 21 mai 2005 | CD Plaza Amador                              | 3:1 | Deportivo Árabe Unido | Stade Rommel Fernández |  |
|             | Engie Mitre · Cesar Aguilar · José Justavino |     | Juan Carlos Riley csc |                        |  |

## Tournoi Clausura
Le tournoi Clausura se déroule de la même façon que les tournois saisonniers précédents, en deux phases :
- La phase de qualification : les dix-huit journées de championnat.
- La phase finale : les matchs aller-retour allant des demi-finales à la finale.

### Phase de qualification
Lors de la phase de qualification les dix équipes affrontent à deux reprises les neuf autres équipes selon un calendrier tiré aléatoirement.
Les quatre meilleures équipes sont qualifiées pour les demi-finales.
Le classement est établi sur le barème de points classique (victoire à 3 points, match nul à 1, défaite à 0).
Le départage final se fait selon les critères suivants :
- Le nombre de points.
- Le nombre de points particulier.
- La différence de buts particulière.
- La différence de buts générale.
- Le nombre de buts marqué.

#### Classement
| Rang | Équipe                    | Pts | J  | G | N | P  | Bp | Bc | Diff |
| ---- | ------------------------- | --- | -- | - | - | -- | -- | -- | ---- |
| 1    | Atlético Veragüense (en)  | 33  | 16 | 9 | 6 | 1  | 29 | 15 | +14  |
| 2    | San Francisco FC          | 31  | 16 | 9 | 4 | 3  | 34 | 21 | +13  |
| 3    | Tauro FC                  | 29  | 16 | 8 | 5 | 3  | 35 | 22 | +13  |
| 4    | Alianza FC                | 22  | 16 | 6 | 4 | 6  | 25 | 26 | -1   |
| 5    | Deportivo Árabe Unido (T) | 19  | 16 | 4 | 7 | 5  | 18 | 20 | -2   |
| 6    | Atlético Chiriquí (P)     | 17  | 16 | 4 | 5 | 7  | 20 | 25 | -5   |
| 7    | Chorrillo FC              | 17  | 16 | 4 | 5 | 7  | 19 | 24 | -5   |
| 8    | Sporting San Miguelito    | 15  | 16 | 3 | 6 | 7  | 17 | 26 | -9   |
| 9    | CD Plaza Amador           | 10  | 16 | 2 | 4 | 10 | 17 | 35 | -18  |
| 10   | Colón River FC (en)       | 0   | 0  | 0 | 0 | 0  | 0  | 0  | 0    |

| Légende : Qualifications et relégations | Légende : Qualifications et relégations             |
| --------------------------------------- | --------------------------------------------------- |
|                                         | Qualifié pour les demi-finales                      |
|                                         | (T) : Tenant du titre (P) : Promu de la saison 2004 |

#### Matchs
| Résultats (▼dom., ►ext.)                                   | Ali | Ára | Chi | Ver | Col | Cho | Pla | San | Spo | Tau |
| Alianza FC                                                 |     | 1-1 | 5-4 | 0-0 |     | 2-2 | 2-2 | 1-3 | 1-0 | 0-2 |
| Deportivo Árabe Unido                                      | 2-1 |     | 0-1 | 1-1 |     | 0-0 | 3-0 | 1-2 | 1-1 | 1-0 |
| Atlético Chiriquí                                          | 2-3 | 1-0 |     | 1-2 |     | 0-0 | 1-1 | 1-5 | 3-0 | 1-1 |
| Atlético Veragüense (en)                                   | 1-0 | 1-1 | 2-1 |     |     | 1-0 | 2-1 | 3-1 | 5-2 | 3-4 |
| Colón River FC (en)                                        |     |     |     |     |     |     |     |     |     |     |
| Chorrillo FC                                               | 2-0 | 3-3 | 0-2 | 0-2 |     |     | 2-1 | 0-3 | 0-0 | 1-3 |
| CD Plaza Amador                                            | 1-5 | 1-3 | 1-1 | 1-1 |     | 2-1 |     | 0-1 | 1-2 | 2-3 |
| San Francisco FC                                           | 0-1 | 1-0 | 2-0 | 1-1 |     | 4-3 | 1-2 |     | 2-2 | 3-3 |
| Sporting San Miguelito                                     | 2-0 | 0-0 | 0-0 | 0-3 |     | 1-3 | 4-0 | 2-4 |     | 0-2 |
| Tauro FC                                                   | 2-3 | 6-1 | 3-1 | 1-1 |     | 0-2 | 3-1 | 1-1 | 1-1 |     |
| - Victoire à domicile - Match nul - Victoire à l'extérieur |     |     |     |     |     |     |     |     |     |     |

#### La phase finale
Les quatre équipes qualifiées sont réparties dans le tableau final d'après leur classement général.
En cas d'égalité sur la somme des deux matchs, c'est l'équipe ayant marqué le plus de buts à extérieur qui l'emporte puis une prolongation et une séance de tirs au but ont éventuellement lieu.

##### Tableau
|  | 1/2 finale               | 1/2 finale               | 1/2 finale       | 1/2 finale | 1/2 finale | 1/2 finale               |                          |     | Finale | Finale | Finale | Finale | Finale |  |
|  |                          |                          |                  |            |            |                          |                          |     |        |        |        |        |        |  |
|  |                          |                          |                  |            |            |                          |                          |     |        |        |        |        |        |  |
|  |                          |                          |                  |            |            |                          |                          |     |        |        |        |        |        |  |
|  | Atlético Veragüense (en) | Atlético Veragüense (en) | (1)              | 1          | 2          |                          |                          |     |        |        |        |        |        |  |
|  | Atlético Veragüense (en) | Atlético Veragüense (en) | (1)              | 1          | 2          |                          |                          |     |        |        |        |        |        |  |
|  | Alianza FC               | Alianza FC               | (4)              | 1          | 1          |                          |                          |     |        |        |        |        |        |  |
|  | Alianza FC               | Alianza FC               | (4)              | 1          | 1          | Atlético Veragüense (en) | Atlético Veragüense (en) | (1) | 0      |        |        |        |        |  |
|  |                          |                          |                  |            |            |                          | Atlético Veragüense (en) | (1) | 0      |        |        |        |        |  |
|  |                          | San Francisco FC         | San Francisco FC | (2)        | 2          |                          |                          |     |        |        |        |        |        |  |
|  | San Francisco FC         | San Francisco FC         | San Francisco FC | (2)        | 2          | (2)                      | 3                        | 1   |        |        |        |        |        |  |
|  | San Francisco FC         | San Francisco FC         |                  |            |            | (2)                      | 3                        | 1   |        |        |        |        |        |  |
|  | Tauro FC                 | Tauro FC                 | (3)              | 1          | 0          |                          |                          |     |        |        |        |        |        |  |
|  | Tauro FC                 | Tauro FC                 | (3)              | 1          | 0          |                          |                          |     |        |        |        |        |        |  |

##### Demi-finales
| Club                     | Aller | Retour | Club       | Commentaire |
| Atlético Veragüense (en) | 1-1   | 2-1    | Alianza FC |             |
| San Francisco FC         | 3-1   | 1-0    | Tauro FC   |             |

##### Finale
| 12 novembre 2005 | Atlético Veragüense (en) | 0:2 | San Francisco FC                 | Stade Rommel Fernández |
|                  |                          |     | Manuel Torres · Jose Luis Garces |                        |

## Classement cumulatif
| Rang | Équipe                       | Pts | J  | G  | N  | P  | Bp | Bc | Diff |
| ---- | ---------------------------- | --- | -- | -- | -- | -- | -- | -- | ---- |
| 1    | San Francisco FC (C)         | 68  | 34 | 20 | 8  | 6  | 72 | 36 | +36  |
| 2    | Tauro FC                     | 67  | 34 | 19 | 10 | 5  | 57 | 29 | +28  |
| 3    | Deportivo Árabe Unido        | 56  | 34 | 15 | 11 | 8  | 49 | 31 | +18  |
| 4    | Atlético Veragüense (en) (C) | 46  | 34 | 12 | 10 | 12 | 38 | 45 | -7   |
| 5    | Chorrillo FC                 | 44  | 34 | 11 | 11 | 12 | 45 | 42 | +3   |
| 6    | Alianza FC                   | 43  | 34 | 11 | 10 | 13 | 41 | 46 | -5   |
| 7    | CD Plaza Amador (C)          | 40  | 34 | 10 | 10 | 14 | 45 | 54 | -9   |
| 8    | Atlético Chiriquí (P)        | 38  | 34 | 9  | 11 | 14 | 35 | 49 | -14  |
| 9    | Sporting Cocle               | 32  | 34 | 7  | 11 | 16 | 30 | 47 | -17  |
| 10   | Colón River FC (en)          | 5   | 18 | 1  | 2  | 15 | 14 | 47 | -33  |

| Légende : Qualifications et relégations | Légende : Qualifications et relégations                                         |
| --------------------------------------- | ------------------------------------------------------------------------------- |
|                                         | Copa Interclubes UNCAF 2006 (en) (1er Tour)                                     |
|                                         | Qualifié pour le barrage de relégation en Primera A                             |
|                                         | Relégué en Primera A                                                            |
|                                         | (C) : Vainqueur d'un des deux tournois de l'année (P) : Promu de la saison 2004 |

### Barrage de relégation
| Club                   | Aller | Retour | Club     | Commentaire |
| Sporting San Miguelito | 1-0   | 2-1    | Atalanta |             |

## La "Grand Final"
| 22 novembre 2005 | San Francisco FC | 0:2 | CD Plaza Amador                 | Stade Rommel Fernández |
|                  |                  |     | Angel Lombardo · José Justavino |                        |

## Bilan du tournoi
| Tableau d'Honneur        |                 |
| Compétition              | Vainqueur       |
| Championnat ANAPROF 2005 | CD Plaza Amador |

| Qualifications continentales 2006-2007 |                                  |
| Copa Interclubes UNCAF                 | Qualifiés                        |
| Premier tour (en)                      | San Francisco FC CD Plaza Amador |

| Promotions et relégations |                          |
| Relégué en Primera A      | Colón River FC (en)      |
| Promu de Primera A        | CD Policía Nacional (en) |